# AE 키피시아 FC
AE 키피시아 FC(그리스어: Α.Ε. Κηφισιά Π.Α.Ε., 영어: A.E. Kifisia F.C.)는 그리스 아테네의 교외 지역인 키피시아를 연고로 하는 축구 클럽이다. 2012년에 A.O. 키피시아와 A.O.K. 엘피도포로스와의 합병으로 창단되었다. 현재 수페르리가 2에 참가하고 있다.
원래의 홈구장은 1,350석 규모의 "지리니오" 키피시아 시립 경기장이지만 수페르리가의 경기장 기준에 미달해 아폴론 스미르니의 홈구장인 게오르기오스 카마라스 스타디움을 임대해 사용하고 있으며, 기존의 지리니오 경기장은 훈련 경기장으로 사용하고 있다.

## 성적
| 시즌    | 리그                  | 순위 | 승 - 무 - 패 | 득점  | 승점 |
| ------- | --------------------- | ---- | ------------ | ----- | ---- |
| 2012–13 | 델타 에스니키 (4부)   | 2위  | 13 - 3 - 4   | 31–16 | 32   |
| 2013–14 | 감마 에스니키 (3부)   | 2위  | 16 - 6 - 6   | 59–31 | 54   |
| 2014–15 | 감마 에스니키 (3부)   | 2위  | 12 - 10 - 4  | 35–19 | 46   |
| 2015–16 | 감마 에스니키 (3부)   | 9위  | 13 - 7 - 10  | 38–32 | 46   |
| 2016–17 | 감마 에스니키 (3부)   | 11위 | 7 - 9 - 12   | 30–36 | 30   |
| 2017–18 | 감마 에스니키 (3부)   | 9위  | 5 - 6 - 9    | 23–33 | 21   |
| 2018–19 | 아테네 지역리그 (4부) | 1위  | 22 - 5 - 1   | 74–21 | 71   |
| 2019–20 | 감마 에스니키 (4부)   | 4위  | 11 - 3 - 9   | 26–22 | 36   |
| 2020–21 | 감마 에스니키 (4부)   | 1위  | 11 - 0 - 1   | 28–5  | 33   |
| 2021–22 | 수페르리가 2 (2부)    | 6위  | 15 - 5 - 12  | 37–31 | 50   |
| 2022–23 | 수페르리가 2 (2부)    | 1위  | 20 - 6 - 2   | 62–16 | 66   |
| 2023–24 | 수페르리가 1 (1부)    | 13위 | 6 - 10 - 17  | 38–68 | 28   |

### 수상
- - 수페르리가 2: 1
    - 2022–23 (남부)

  - 4부 리그: 1
    - 2020–21

  - 아테네 지역 리그: 1
    - 2018–19

  - 아테네 지역 리그컵: 3
    - 1990–91, 2012–13, 2017–18

## 선수 명단

### 현역
참고: FIFA 자격 규정에 따라 소속된 국가대표팀 국기를 표시합니다. 선수는 복수의 FIFA 비회원국 국적을 가지고 있을 수 있습니다.
| 번호 | 포지션 | 국적     | 이름            |
| ---- | ------ | -------- | --------------- |
| 4    | DF     |          | 알베르토 보티아 |
| 20   | MF     | 우루과이 | 호르헤 디아스   |
| 33   | DF     | 포르투갈 | 휴고 소우사     |

| 번호 | 포지션 | 국적 | 이름 |
| ---- | ------ | ---- | ---- |

## 역대 감독
| 감독                    | 임기        |
| ----------------------- | ----------- |
| 스텔리오스 얀나코풀로스 | 2016 ~ 2018 |

틀:AE 키피시아 FC 선수 명단